# Agave filifera
Agave filifera ist eine Pflanzenart in der Gattung der Agaven (Agave). Das Epitheton der Art leitet sich von den lateinischen Worten filum für „Faden“ und fero für „tragen“ ab. Ein englischer Trivialname ist „Thread-Leaf Agave“.

## Beschreibung
Agave filifera wächst rosettig, ist klein bleibend und bildet im Alter durch zahlreiche Ausläufer große Klumpen. Die Blattrosette erreicht Durchmesser von 50 bis 60 Zentimetern. Die zahlreichen grünen Laubblätter sind lanzettlich und gerade. Sie laufen spitz zu, sind in der Mitte am breitesten und von der Basis bis zur Mitte der Blattspreite verdickt. Die beiderseits konvexen Blätter sind 15 bis 30 Zentimeter lang und 2 bis 4 Zentimeter breit. Die Blattoberfläche ist glatt und weist weiße Eindrücke der Zentralknospe auf. Die Blattränder tragen feine Fasern und keine Randdornen. Der gräuliche, oben flache und unten gerundete Enddorn ist 1 bis 2 Zentimeter lang.
Der 2 bis 2,5 Meter hohe Blütenstand ist ährig, verjüngt und in der oberen Hälfte dichtblütig. Die Einzelblüten sind kurz dick gestielt, aufwärts gebogen und 30 bis 40 Millimeter lang. Ihre rötlichen Tepalen besitzen gleichartige Zipfel von 14 Millimeter Länge. Die trichterförmige, gefurchte Blütenröhre ist 5 bis 6 Millimeter lang.
Die Chromosomenzahl ist {\displaystyle 2n=60}.

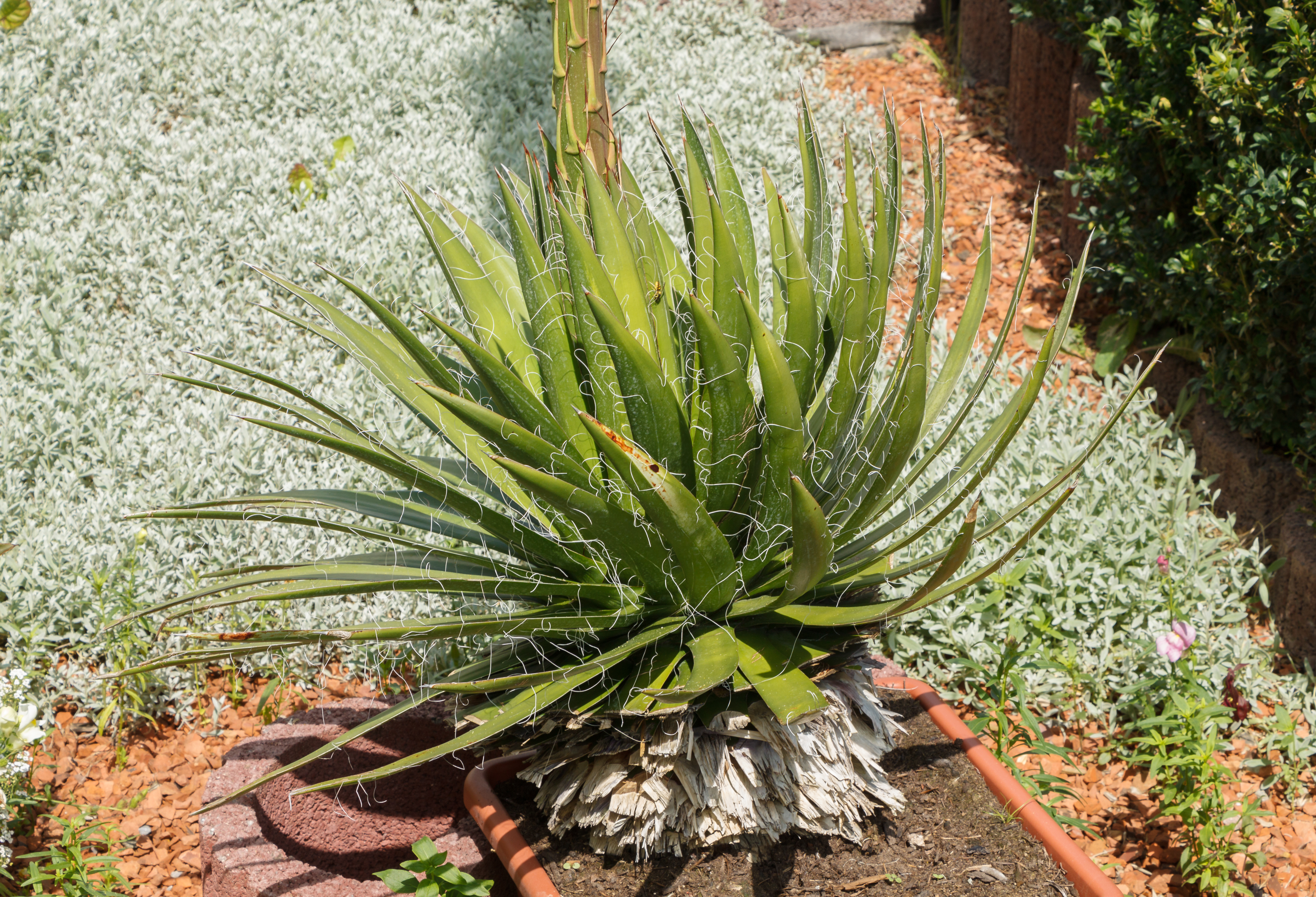
Blätter
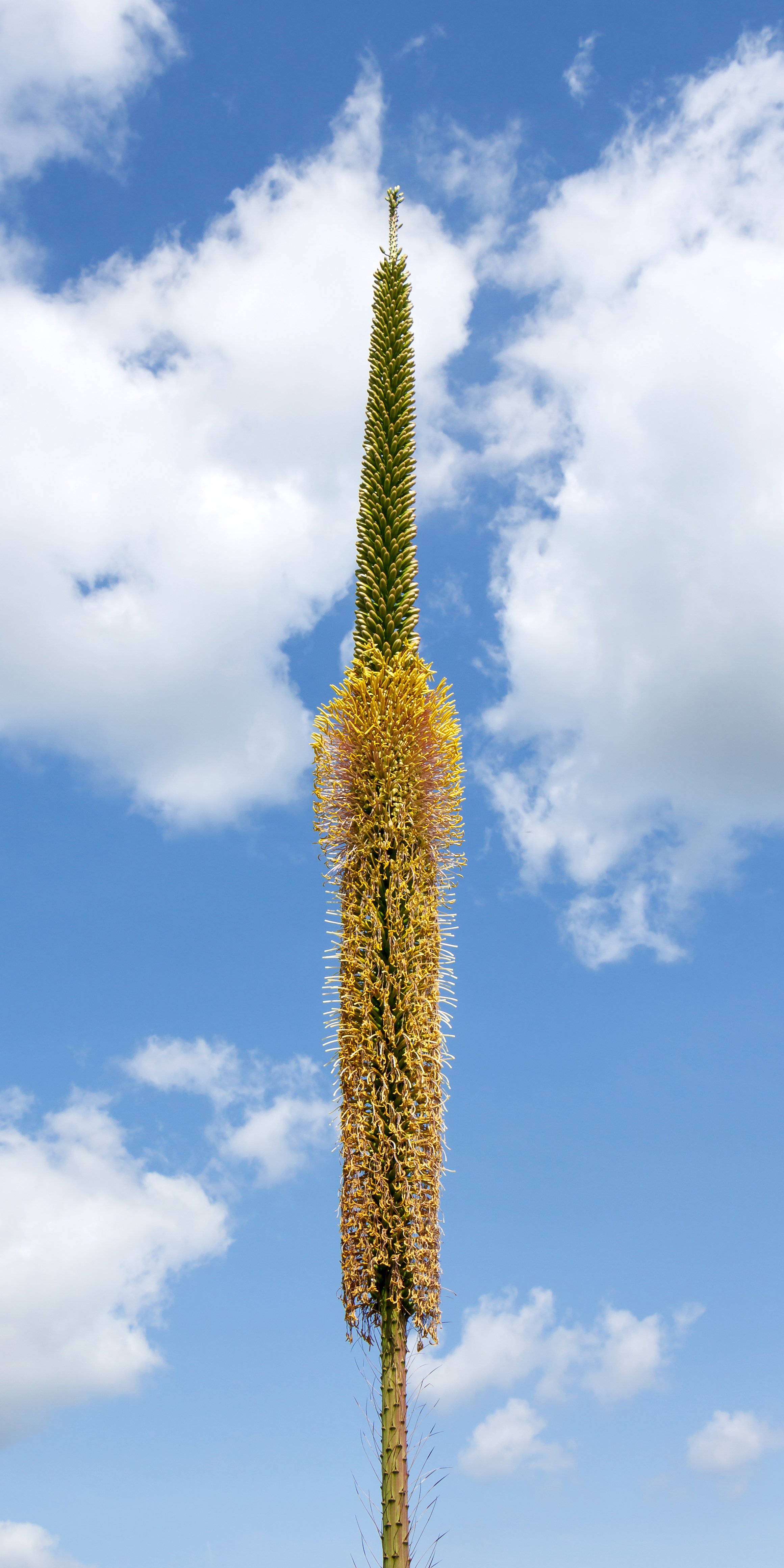
Blütenstand
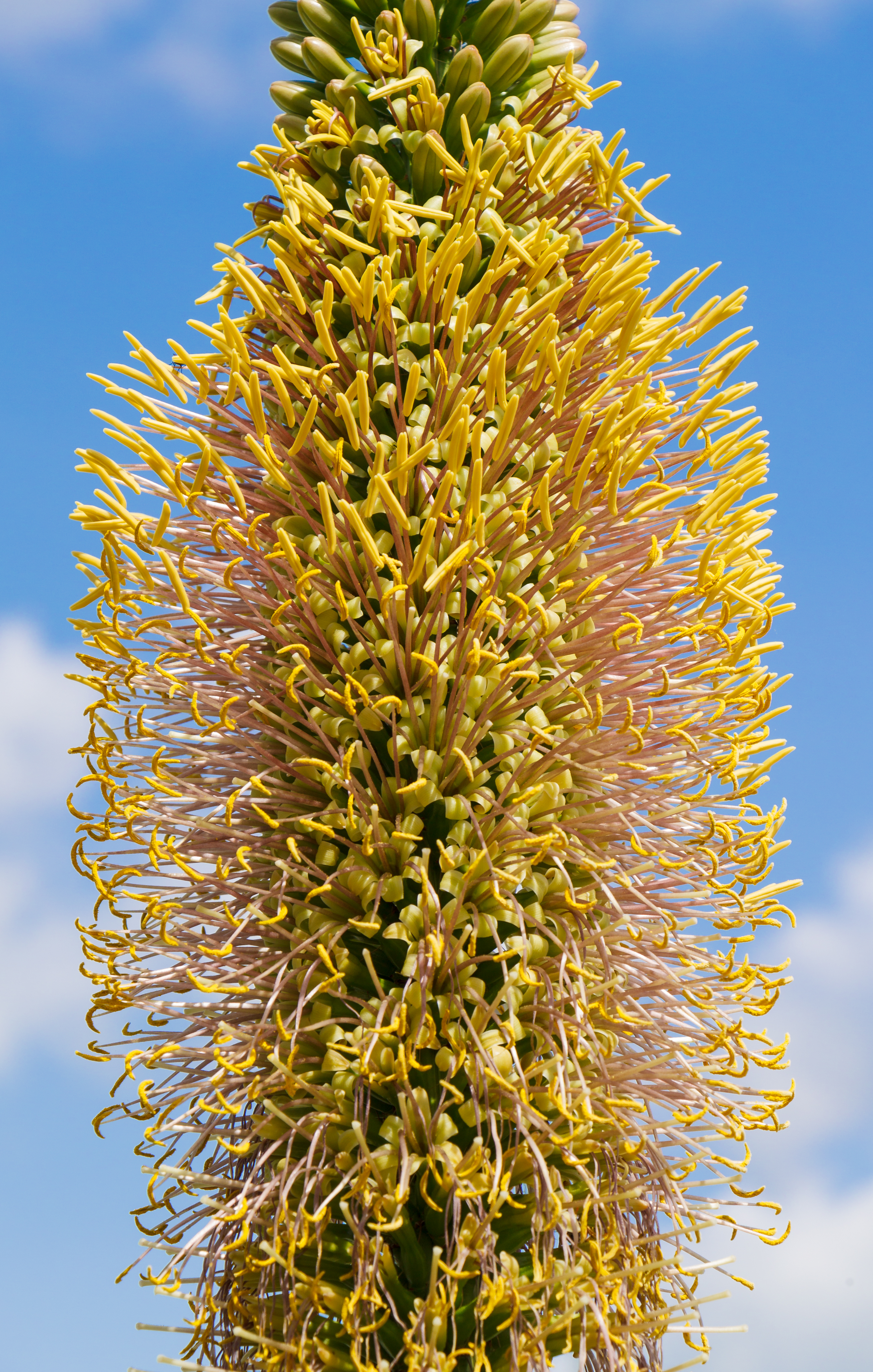
Blüten

## Systematik und Verbreitung
Das Verbreitungsgebiet von Agave filifera erstreckt sich in Mexiko vom Bundesstaat San Luis Potosi über den Bundesstaat Hidalgo bis zum Bundesstaat Veracruz.
Die Erstbeschreibung wurde 1834 von Joseph zu Salm-Reifferscheidt-Dyck vorgenommen. Es werden folgende Unterarten unterschieden:
- Agave filifera subsp. filifera
- Agave filifera subsp. microceps
- Agave filifera subsp. multifilifera
- Agave filifera subsp. schidigera

Agave filifera, ein Vertreter der Gruppe Filiferae.

## Nachweise

## Weiterführende Literatur
- August J. Breitung: Agave filifera. In: The Agaves. The Cactus & Succulent Journal Yearbook, 1968, S. 32–33.
- Howard Scott Gentry: Agave filifera. In: Agaves of Continental North America. The University of Arizona Press, 1982, S. 110–111.
- Mary Irish, Gary Irish: Agaves, yuccas, and related plants. A Gardener's Guide. Timber Press, 2000, ISBN 0-88192-442-3, S. 120–121, Pl. 2–3.
- B. Ullrich: On the discovery of Agave schidigera Lemaire and status of certain taxa of the section Xysmagave Berger. In: British Cactus & Succulent Journal. Band 10, Nummer 3, 1992, S. 61–70.